# Шерер, Людвиг Эмануэль
Людвиг Эмануэль Шерер (нем. Ludwig Emanuel Schärer; 1785, Берн — 1853, Бельп, Швейцария) — швейцарский лихенолог.

## Биография
Людвиг Эмануэль Шерер родился 6 июля (по другим данным, 11 июня) 1785 года в Берне.
С июня 1806 года Шерер преподавал в начальной школе в Берне. В 1808 году он стал священником, однако затем продолжил преподавательскую деятельность. В 1813 году он был назначен преподавателем в средней школе, в мае 1814 года стал конректором гимназии. С 1819 года Шерер работал директором районного детского дома.
В 1826 году Шерер был назначен пастором в Лауперсвиле, затем переехал в Бельп, где проповедовал до 1852 года.
3 февраля 1853 года Людвиг Эмануэль Шерер скончался.
Основной гербарий лишайников Шерера хранится в Женевском ботаническом саду (G). Также множество образцов имеется в Бернском университете (BERN).

## Некоторые научные работы
- Schaerer, L.E. (1823—1842). Lichenum helveticarum spicilegium. 632 p.
- Schaerer, L.E. (1850). Enumeratio critica lichenum europaeum. 327 p.

## Роды, названные в честь Л. Э. Шерера
- Schaereria Körb., 1855